# Who's In Control?
Who's in Control? är den andra EP:n med punkbandet The Casualties, utgiven 2000.

## Låtlista
1. "Who's in Control?" - 2:02
2. "4Q" - 2:09
3. "Way of Life" - 2:02
4. "Up the Punx" - 3:53
5. "Punk Rock Love" - 2:02
6. "For the Punx" - 1:57
7. "Kill the Hippies" - 1:37
8. "Ammunition" - 1:38